# Krocínové z Drahobejle
Krocínové z Drahobejle či z Drahobýlu (německy Krocin von Drahobejl) byli český rod v květnu 1587 povýšený do panského a později rytířského stavu. 

## Historie
Krocínové z Drahobejle byli nepříliš významný měšťanský rod. 25. května 1587 získali od císaře Rudolfa II. povolení užívat erb a predikát z Drahobejle a listinou z 10. srpna 1597 povýšený do šlechtického stavu.
Krocínové vlastnil vinice v Praze na Hanspaulce a na Proseku, kde vlastnili usedlost Krocínku.

## Osobnosti rodu

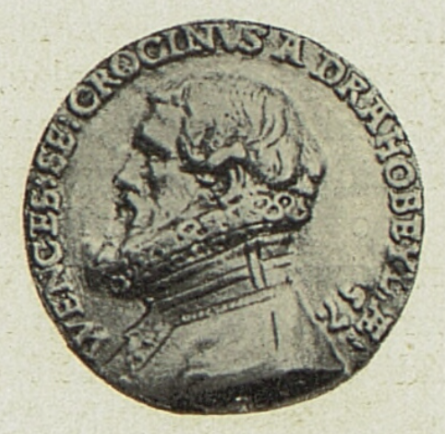
Pražský purkmistr Václav Krocín starší z Drahobejle na minci z roku 1589

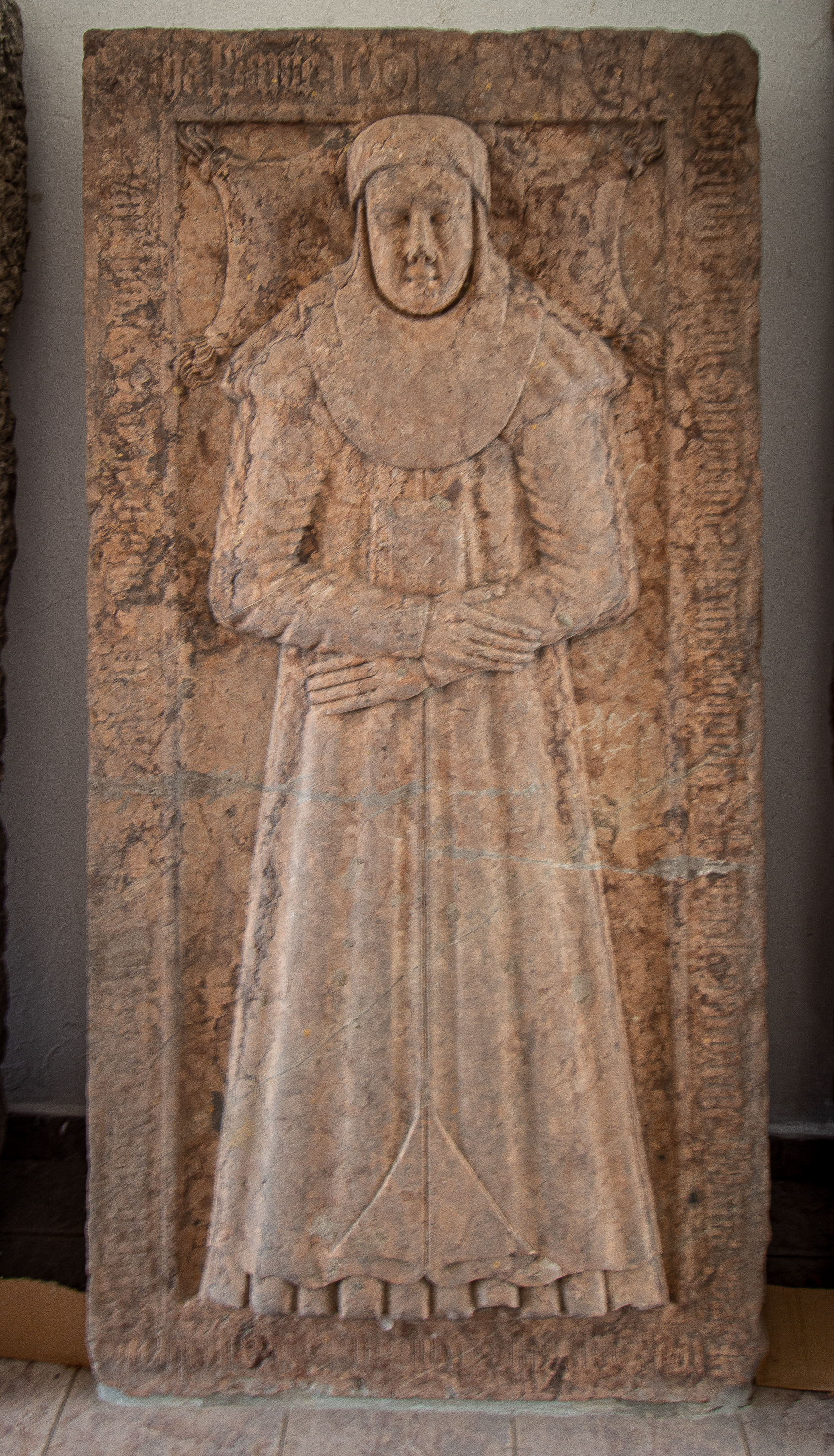
Náhrobek Ludmily Krocínové z Drahobejle v Duchcově

Nejznámějším zástupcem rodu Krocínů byl Václav Krocín starší z Drahobejle (1532 – 23. prosince 1605, Praha) rodák ze Žatce, pražský měšťan a v letech 1584–1605 staroměstský primátor, zadavatel dnes již neexistující Krocínovy kašny na Staroměstském náměstí. Jeho náhrobní deska je uložena v Lapidáriu Národního muzea. Krocín bydlel v domě U Halánků, kde později žila rodina Vojty Náprstka.
Dalšími členy rodu byli např.:
- Jáchym Krocín z Drahobejle
- Antonín Krocín z Drahobejle, novoměstský radní
- Jan Daniel Krocín z Drahobejle († 1691), konšel na Starém Městě pražském
- Martin Leopold Krocín z Drahobejle, dne 10. srpna 1732 povýšený do rytířského stavu